# Atresie
Als Atresie bzw. lateinisch Atresia (neugriechisch άτρητος, neulateinisch atretos „ohne Öffnung“) bezeichnet man den angeborenen oder erworbenen Verschluss oder eine Nichtanlage von Hohlorganen beziehungsweise natürlichen Körperöffnungen.
Häufig betroffene Organe sind beispielsweise:
- Gehörgang
- Darm (Darmatresie: Analatresie, Duodenalatresie, Pylorusatresie)
- Speiseröhre (Ösophagusatresie)
- Gallengang (Gallengangatresie)
- Vagina
- Harnröhre
- Herzklappen
- Blutgefäße
- Choane (hintere Öffnung der Nasenhöhlen in den Nasenrachenraum)

Da ein Verschluss des Hohlorgans natürlich die Funktion maßgeblich beeinträchtigt, handelt es sich in den meisten Fällen um ein schweres Krankheitsbild, welches auch zum Tode führen kann. Insbesondere bei Atresien im Magen-Darm-Bereich kann eine dringliche Operationsindikation bestehen.
Als Follikelatresie bezeichnet man den Untergang oder die Rückbildung von Follikeln jeden Stadiums zu jeder Zeit des weiblichen Lebens. Diese Follikel ovulieren nicht. Follikelatresie tritt jedoch zu bestimmten Zeitpunkten (fetal, postnatal, Beginn der Menarche) verstärkt auf.